# Scuticaria novaesii
Scuticaria novaesii là một loài lan đặc hữu của Brasil (Espírito Santo).